# Fabiana deserticola
Fabiana deserticola là loài thực vật có hoa trong họ Cà. Loài này được Reiche mô tả khoa học đầu tiên năm 1910.